# Nyctophyxis
Nyctophyxis is een geslacht van kevers uit de familie  
kniptorren (Elateridae).
Het geslacht is voor het eerst wetenschappelijk beschreven in 1975 door Costa.

## Soorten
Het geslacht omvat de volgende soorten:
- Nyctophyxis leporinus (Candèze, 1863)
- Nyctophyxis ocellatus (Germar, 1841)